# Pierre Puvis de Chavannes
Pierre Cécile Puvis de Chavannes (14. prosince 1824, Lyon – 24. října 1898, Paříž) byl francouzský malíř. Je považován za předchůdce symbolismu a patřil k hlavním osobnostem francouzského malířství 19. století. Byl jedním ze zakladatelů Národní společnosti výtvarných umění (Société nationale des beaux-arts) v roce 1890.
Byl žákem Ary Scheffera, Eugène Delacroixe a Thomas Coutura. Zabýval se nástěnnou malbou, v níž uplatňoval svůj dekorativní talent a velkolepý monumentální sloh. Pro jednoduchou barevnost, přísnou kompozici a uměřenou velikost byl obdivován postimpresionistickými malíři. Nástěnné malby zanechal v pařížském Panteonu (1874–1898), na Sorbonně (1887) a pařížské radnici (1889–1893). Pierre Puvis de Chavannes podnikl dvě cesty do Itálie.
Jeho nejznámější obraz Chudý rybář (1881) chválil Paul Cézanne, kopíroval jej Georges Seurat. Jeho malbu ocenil i Paul Gauguin a Vincent van Gogh.

## Galerie

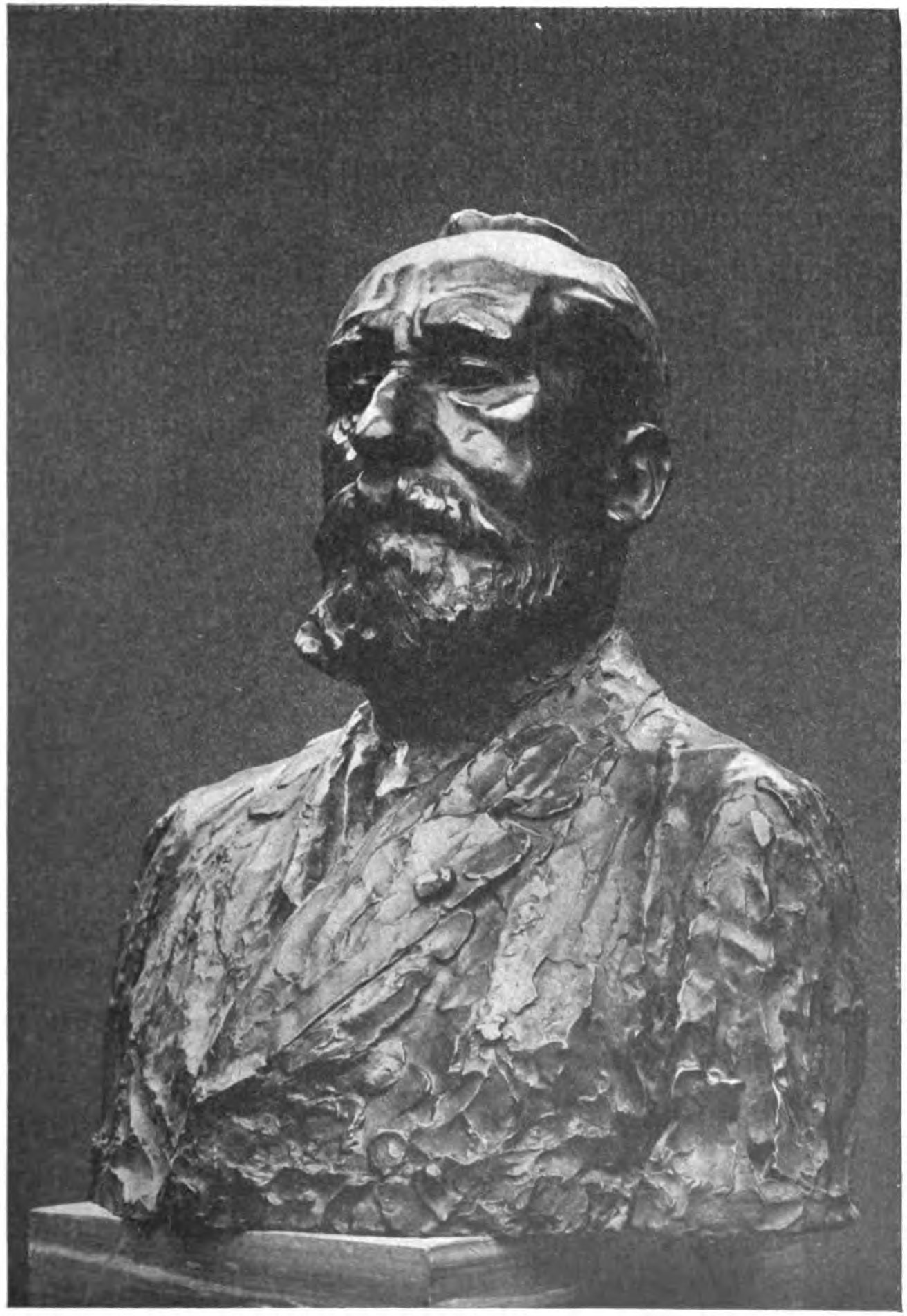
Pierre Cécile Puvis de Chavannes (busta od Augusta Rodina)
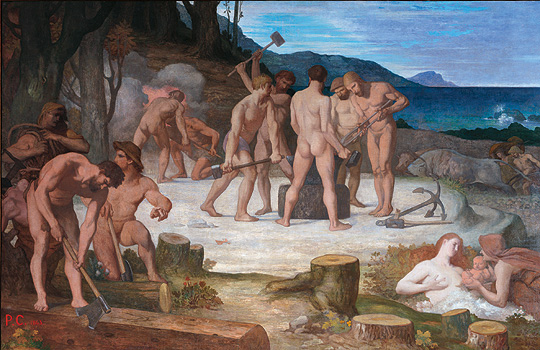
Práce (Le Travail, 1863), Musée de Picardie
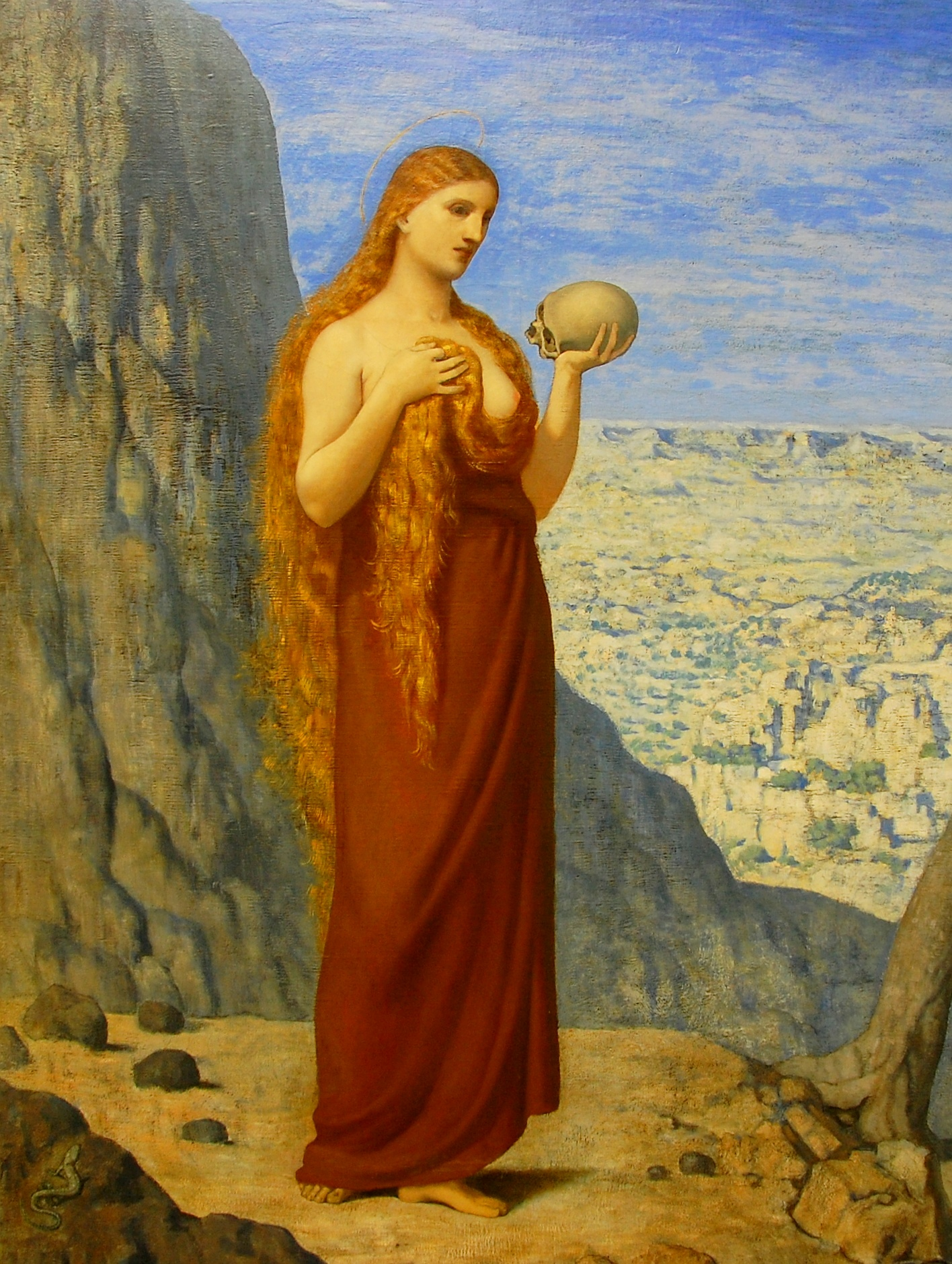
Máří Magdaléna v poušti (Marie-Madeleine dans le désert, 1869)
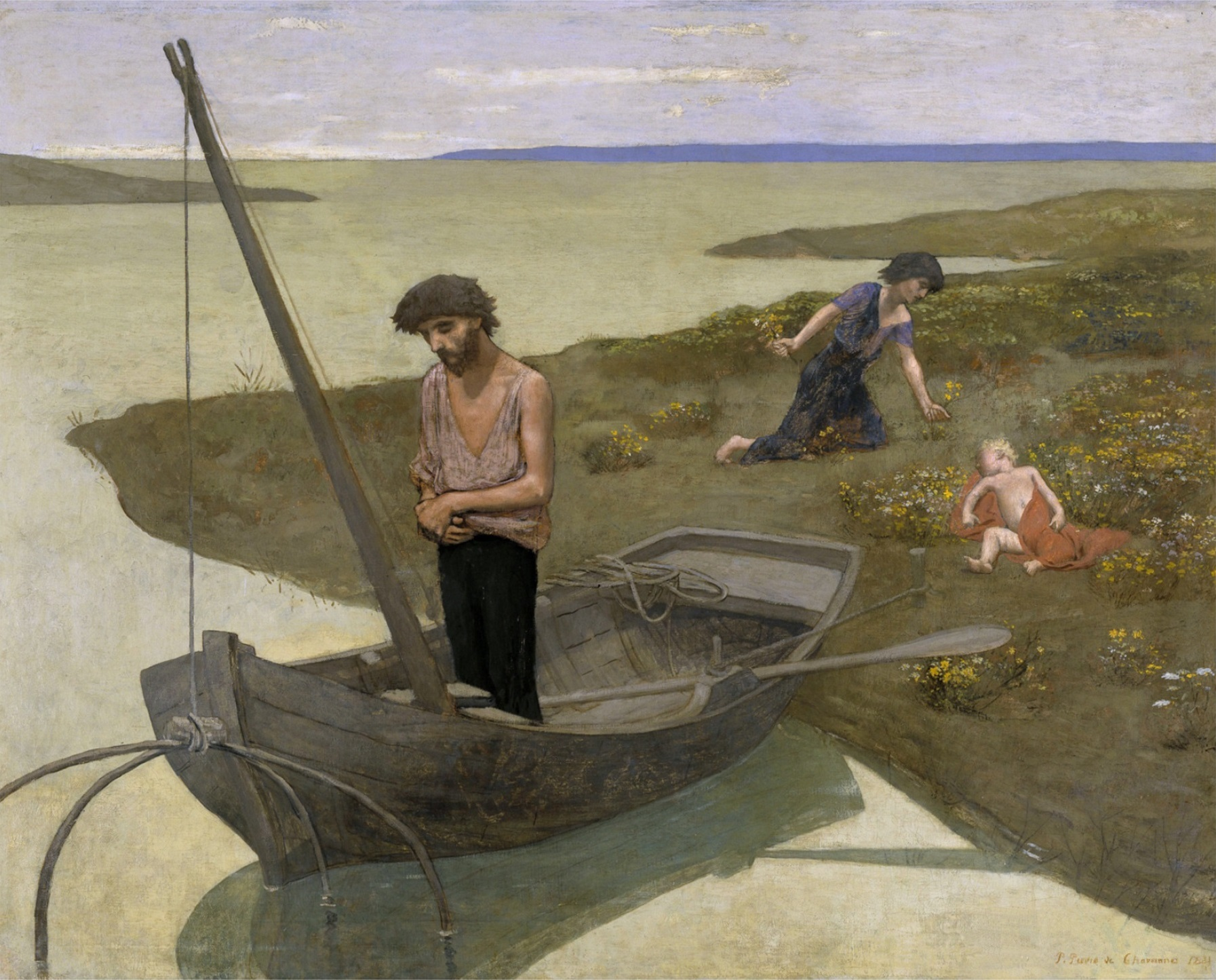
Chudý rybář (Le Pauvre Pêcheur, 1881)
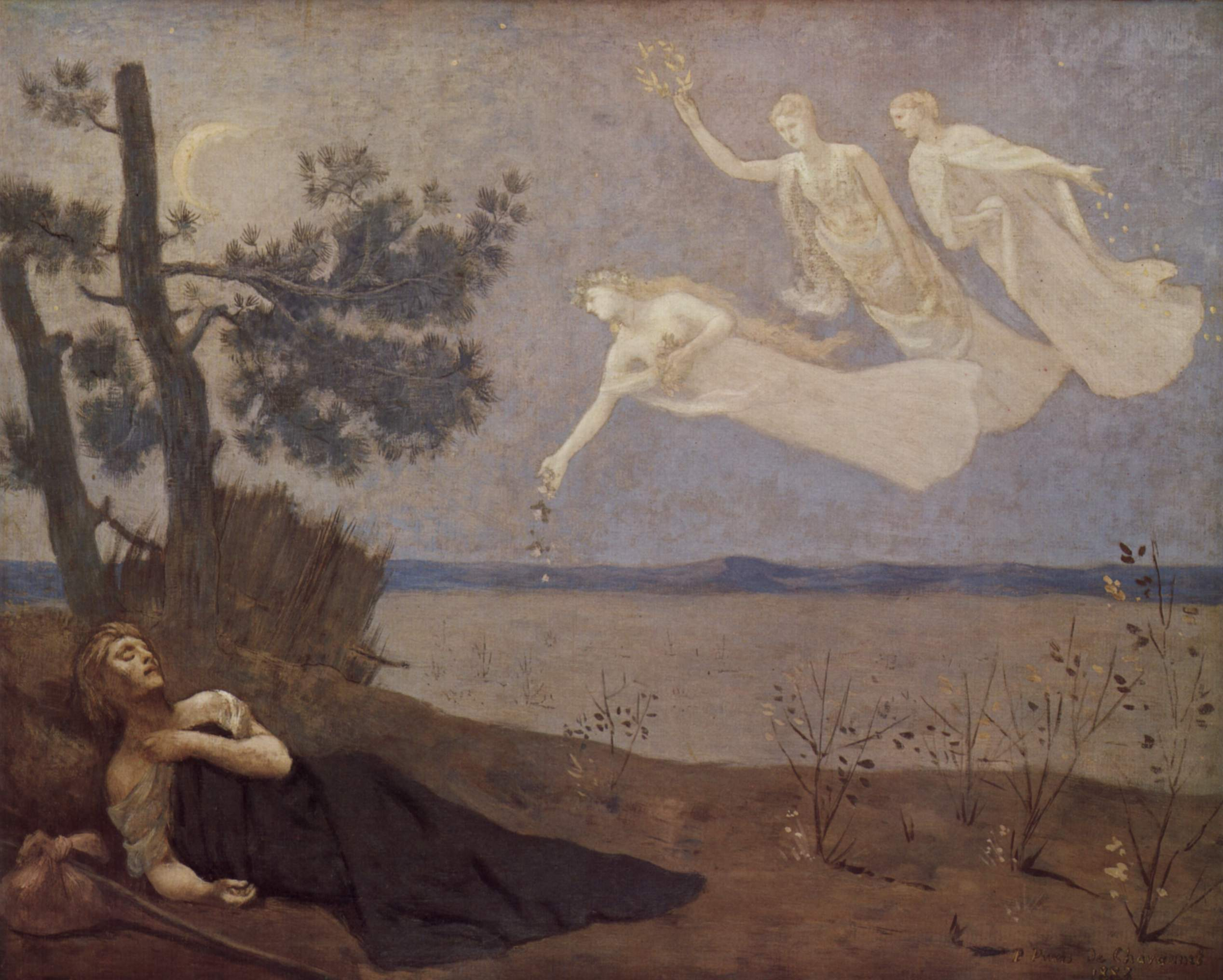
Sen (Le Rêve, 1883)